# Нерлингер, Кристиан
Кристиа́н Не́рлингер (нем. Christian Nerlinger; род. 21 марта 1973, Дортмунд, Северный Рейн-Вестфалия) — бывший немецкий футболист, играл на позиции полузащитника.

## Биография

### Клубная карьера
Нерлингер родился в Дортмунде, но был воспитанником академии мюнхенской «Баварии». С 1990 по 1993 год он играл за «Баварию II», за которую сыграл 75 матчей и забил 18 мячей в Оберлиге. В 1993 году Нерлингер стал игроком «Баварии», в составе которой отыграл пять сезонов. В составе «Баварии» Нерлингер выиграл 2 чемпионских титула, Кубок Германии 1998 года и Кубок УЕФА в 1996 году, сыграв в Бундеслиге 156 матчей и забил 27 голов.
Летом 1998 года Нерлингер перешёл в дортмундскую «Боруссию», в которой он отыграл три сезона, пропустив при этом много времени из-за травм. В 2001 году Нерлингер переехал в Шотландию, где стал игроком клуба «Рейнджерс», в составе которого выиграл чемпионский титул в 2003 году и Кубок Шотландии 2002 года. Завершил карьеру в «Кайзерслаутерне», сыграв за два года только 9 матчей.

### Карьера в сборной
В составе сборной Германии дебютировал 5 сентября 1998 года в товарищеском матче со сборной Румынии; матч закончился со счётом 1:1 и в том матче он забил гол. Нерлингер принимал участие в квалификации на чемпионат Европы 2000 года, где сыграл в трёх матчах.

### Управленческая деятельность
Получил образование в Мюнхенской бизнес-школе, где изучал международный бизнес. В январе 2010 года был назначен техническим директором «Баварии», сменив на этом посту легенду клуба Ули Хёнесса. Он также был спортивным директором, генеральным менеджером и менеджером команды до 2012 года, после чего его сменил Маттиас Заммер.

## Достижения
Бавария
- Чемпион Германии (2): 1993/94, 1996/97
- Обладатель Кубка Германии (1): 1997/98
- Обладатель Кубка немецкой лиги (1): 1997
- Обладатель Кубка УЕФА (1): 1995/96

/ «Рейнджерс»
- Чемпион Шотландии (1): 2002/03
- Обладатель Кубка Шотландии (1): 2001/02